# Bianca Marroquín
Bianca Marroquín, all'anagrafe Bianca Pamela Marroquín Pérez (Matamoros, 15 gennaio 1976) è un'attrice, cantante e ballerina messicana.

## Biografia
Fece il suo debutto sulle scene nel 1997 nella prima produzione messicana del musical La bella e la bestia, a cui seguirono altri ruoli nei musical Rent (1999-2001) e The Phantom of the Opera e Chicago, in cui interpretava la protagonista Roxie Hart. I produttori invitarono l'attrice a riprendere la parte di Roxie nella produzione di Broadway del musical con George Hamilton per cinque settimane nel 2003, al termine delle quali tornò a danzare in Chicago a Città del Messico e a recitare nella produzione messicana de I monologhi della vagina. Successivamente, fu invitata a tornare a interpretare Roxie nel tour statunitense e canadese di Chicago, oltre a tornare a recitare la parte a Broadway in molteplici occasioni tra il 2006 ed il 2018.
Nel 2009 tornò sulle scene messicane per interpretare Maria von Trapp nella prima nazionale di The Sound of Music in scena al Teatro de los Insurgentes di Città del Messico; ricoprì il ruolo per oltre cento repliche prima di tornare a recitare in Chicago negli Stati Uniti. Dal giugno al dicembre 2010 tornò a Broadway nel ruolo di Daniela nel musical candidato al Premio Pulitzer In the Heights di Lin Manuel Miranda. Dal 2010 al 2014 è stata giudice di Mira quién baila, la versione messicana di Ballando con le stelle, mentre nel 2012 ha interpretato l'eponima protagonista del musical Mary Poppins in scena nella capitale messicana.

## Filmografia
- Mira quién baila - giudice (2010-2014)
- Esperanza del corazón - serie TV, 145 episodi (2011-2012)
- Fosse/Verdon - serie TV, 5 episodi (2019)